# 미야노모리 점프 경기장

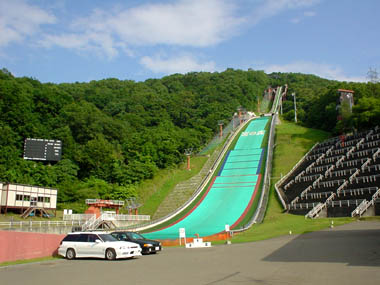
미야노모리 점프 경기장

미야노모리 점프 경기장(일본어: 宮の森ジャンプ競技場 미야노모리쟘푸쿄기죠[*])은 홋카이도 삿포로시 주오구에 위치한 스키 점프장이다.